# Proechimys chrysaeolus
Proechimys chrysaeolus е вид бозайник от семейство Бодливи плъхове (Echimyidae).

## Разпространение
Видът е разпространен в Колумбия.